# Persone di nome Valerie
| Questa pagina contiene informazioni ricavate automaticamente dalle voci biografiche con l'ausilio del template Bio e di un bot. L'aggiornamento è periodico e automatico e ricostruisce completamente la pagina. Se manca una persona in questa lista, sei pregato di non aggiungerla, ma accertati piuttosto che la sua voce biografica contenga il template Bio e che i dati anagrafici siano correttamente compilati. Se il template Bio manca, inseriscilo tu stesso o, in alternativa, metti l'avviso {{tmp\|Bio}} che ne segnala la mancanza. Se i dati riportati sono sbagliati, correggi direttamente la voce biografica; le modifiche saranno visibili in questa lista entro pochi giorni. Per chiarimenti vedi il progetto antroponimi. La lista contiene solo le 52 persone che sono citate nell'enciclopedia e per le quali è stato implementato correttamente il template Bio. Pagina aggiornata al 6 ago 2025. |

Questa è una lista di persone presenti nell'enciclopedia che hanno il nome Valerie, suddivise per attività principale.

## Aracnologhe(1)
- Valerie Davies, aracnologa australiana (Wanganui, n. 1920 - Brisbane, † 2012)

## Atlete paralimpiche(1)
- Valerie Robertson, atleta paralimpica, nuotatrice e schermitrice scozzese (n. 1943)

## Attrici(14)
- Valerie Bertinelli, attrice e conduttrice televisiva statunitense (Wilmington, n. 1960)
- Valerie Cruz, attrice statunitense (Elizabeth, n. 1976)
- Valerie Curtin, attrice e sceneggiatrice statunitense (Jackson Heights, n. 1941)
- Valerie French, attrice britannica (Londra, n. 1928 - New York, † 1990)
- Valerie Gaunt, attrice britannica (Stratford-upon-Avon, n. 1932 - Isola di Wight, † 2016)
- Valerie Harper, attrice e ballerina statunitense (Suffern, n. 1939 - Los Angeles, † 2019)
- Jill Haworth, attrice britannica (Hove, n. 1945 - New York, † 2011)
- Valerie Hobson, attrice britannica (Larne, n. 1917 - Westminster, † 1998)
- Valerie Leon, attrice britannica (Hampstead, n. 1943)
- Valerie Mahaffey, attrice statunitense (Sumatra, n. 1953 - Los Angeles, † 2025)
- Valerie von Martens, attrice austriaca (Lienz, n. 1894 - Riehen, † 1986)
- Valerie Niehaus, attrice tedesca (Emsdetten, n. 1974)
- Valerie Pachner, attrice austriaca (Wels, n. 1987)
- Valerie Perrine, attrice e ex modella statunitense (Galveston, n. 1943)

## Attrici teatrali(1)
- Valerie Edmond, attrice teatrale e poetessa britannica (Edimburgo, n. 1969)

## Bobbiste(1)
- Valerie Fleming, bobbista statunitense (San Francisco, n. 1976)

## Cantanti(2)
- Valerie Carter, cantante statunitense (Winter Haven, n. 1953 - St. Petersburg, † 2017)
- Johara Valerie Racz, cantante e attrice britannica (Londra, n. 1967)

## Cantautrici(3)
- June Carter Cash, cantautrice, musicista e attrice statunitense (Maces Spring, n. 1929 - Nashville, † 2003)
- Valerie June, cantautrice e polistrumentista statunitense (Jackson, n. 1982)
- Lights, cantautrice e musicista canadese (Timmins, n. 1987)

## Cestiste(5)
- Val Ackerman, ex cestista e dirigente sportiva statunitense (Pennington, n. 1959)
- Valerie Higgins, cestista statunitense (Woodland Hills, n. 1998)
- Valerie Nesbitt, cestista bahamense (Nassau, n. 1998)
- Valerie Still, ex cestista e allenatrice di pallacanestro statunitense (Lexington, n. 1961)
- Valerie Watson, ex cestista inglese (Middlesbrough, n. 1962)

## Cicliste su strada(1)
- Valerie Demey, ciclista su strada belga (Bruges, n. 1994)

## Etologhe(1)
- Jane Goodall, etologa, antropologa e scrittrice britannica (Londra, n. 1934)

## Informatiche(1)
- Valerie Thomas, informatica statunitense (Maryland, n. 1943)

## Modelle(4)
- Valerie Hernandez, modella portoricana (San Juan, n. 1993)
- Valerie Holmes, modella britannica (Londra, n. 1946)
- Valerie Jean, supermodella e attrice statunitense (Marshalltown)
- Valerie Lim, modella singaporiana (Singapore, n. 1986)

## Nuotatrici(3)
- Valérie Grand'Maison, nuotatrice canadese (Fleurimont, n. 1988)
- Valerie Lee, ex nuotatrice statunitense
- Valerie van Roon, nuotatrice olandese (Delft, n. 1998)

## Pallavoliste(1)
- Valerie Nichol, pallavolista statunitense (Normal, n. 1994)

## Pesiste(1)
- Valerie Adams, ex pesista neozelandese (Rotorua, n. 1984)

## Politiche(4)
- Valerie Amos, politica e diplomatica britannica (Georgetown, n. 1954)
- Valerie Foushee, politica statunitense (Chapel Hill, n. 1956)
- Val Hoyle, politica statunitense (Fairfield, n. 1964)
- Valerie Jarrett, politica e avvocata statunitense (Shiraz, n. 1956)

## Registe(1)
- Valerie LaPointe, regista, sceneggiatrice e animatrice statunitense (Norfolk, n. 1981)

## Scrittrici(3)
- Valerie Martin, scrittrice statunitense (Sedalia, n. 1948)
- Valerie Solanas, scrittrice, attrice e attivista statunitense (Ventnor City, n. 1936 - San Francisco, † 1988)
- Valerie Steele, scrittrice, storica e museologa statunitense (n. 1955)

## Tenniste(1)
- Valerie Ziegenfuss, ex tennista statunitense (San Diego, n. 1949)

## Teologhe(1)
- Valerie Saiving, teologa statunitense (n. 1921 - † 1992)

## Velociste(1)
- Valerie Brisco-Hooks, ex velocista statunitense (Greenwood, n. 1960)

## Wrestler(1)
- Lola Vice, wrestler e artista marziale statunitense (Miami, n. 1998)